# Kolonaki
Kolonaki (griechisch Κολωνάκι, wörtlich ‚kleine Säule‘) ist ein Stadtteil im Zentrum der griechischen Hauptstadt Athen. Kolonaki ist ein wohlhabender, eleganter Bezirk, Treffpunkt der Athener „Schickeria“, von Intellektuellen und Künstlern.

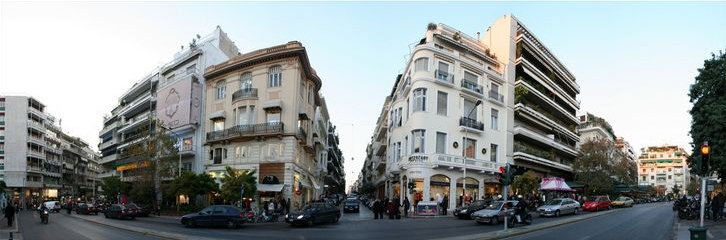
Kolonaki-Platz

## Lage

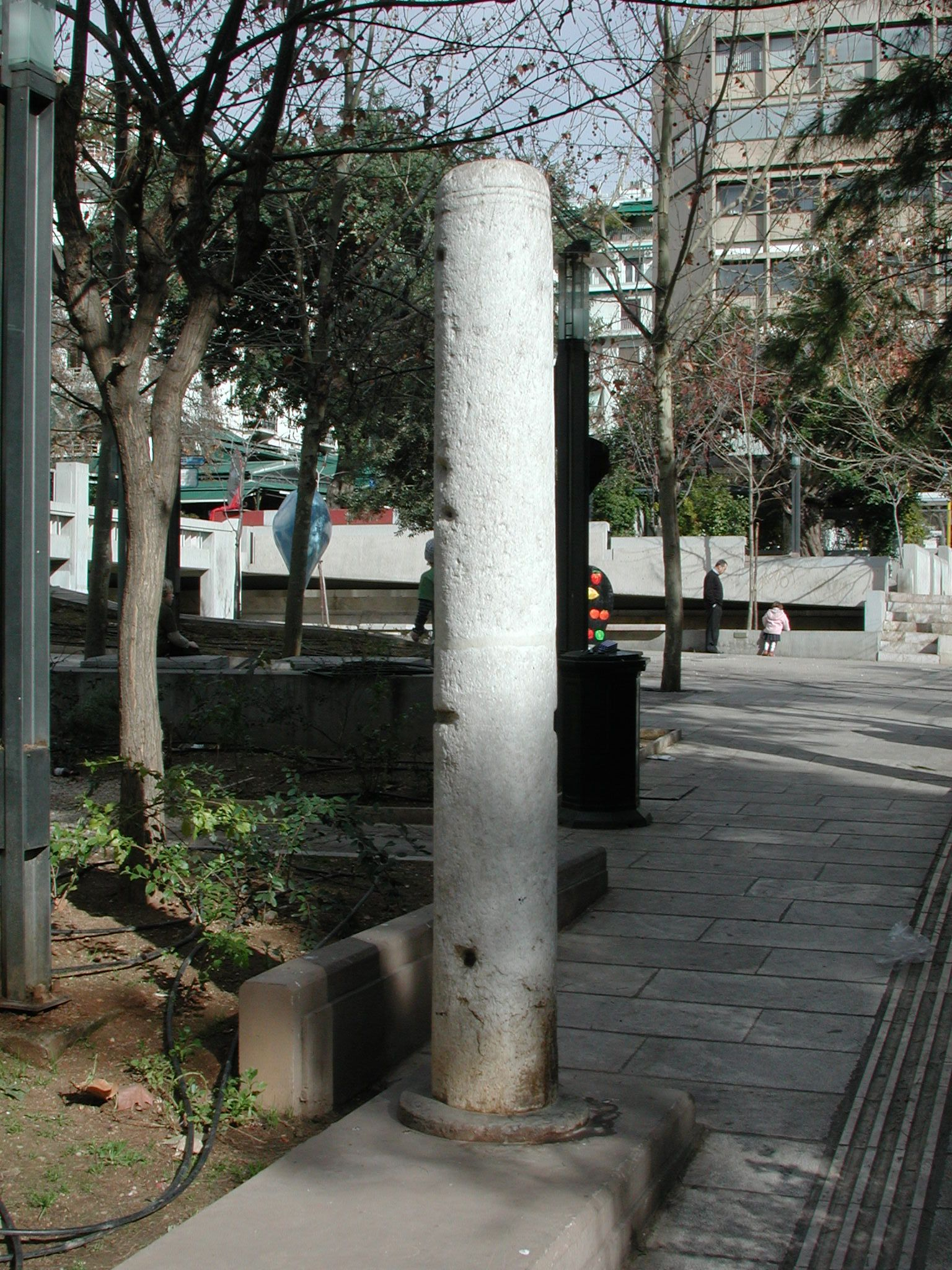
Die kleine Säule auf dem Kolonaki-Platz

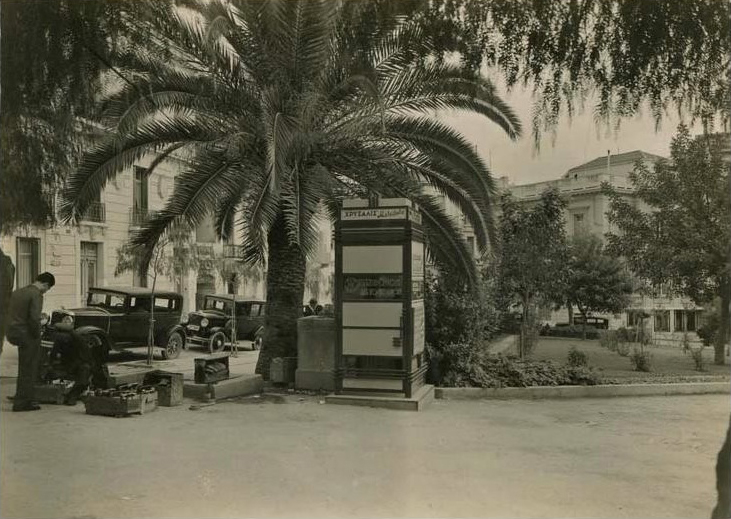
Der Platz in den 1920er Jahren

Kolonaki ist östlich des Syntagma-Platzes am südwestlichen Fuß des Lykavittos-Hügels gelegen, südöstlich des Stadtteils Exarchia.
Zentrum des Stadtviertels ist die Platia Kolonakiou (Πλατεία Κολωνακίου ‚Kolonaki-Platz‘), offiziell:  Platia Filikis Eterias (Πλατεία Φιλικής Εταιρείας ‚Filiki-Eteria-Platz‘), auf dem die unscheinbare antike Säule steht, nach der der Stadtteil benannt ist. Der Platz ist von Cafés und Restaurants umgeben, beliebter Treffpunkt der ‚Schönen und Reichen‘ und Flaniermeile Athens. In den benachbarten Straßen Tsakalof, Skoufa und Voukourestiou konzentrieren sich zahlreiche Mode- und Juweliergeschäfte, Nobelboutiquen, Galerien, Cafés und Bars. Etliche Labels der internationalen Haute Couture betreiben hier Filialen.
Am oberen Ende des Stadtteils bildet die Platia Dexamenis (griechisch Πλατεία Δεξαμενής ‚Wasserspeicher-Platz‘) ein weiteres Zentrum. Der Platz ist nach einer antiken Zisterne benannt, die zu einer von Kaiser Hadrian im zweiten Jahrhundert angelegten Wasserleitung gehörte und im 19. Jahrhundert wieder in Betrieb genommen wurde. Hier befindet sich ein Freiluft-Kino und das luxuriöse St.-George-Lykabettus-Hotel. In der Nähe verbindet die Lykavittos-Standseilbahn Kolonaki mit dem Gipfel des Lykavittos.

## Charakter

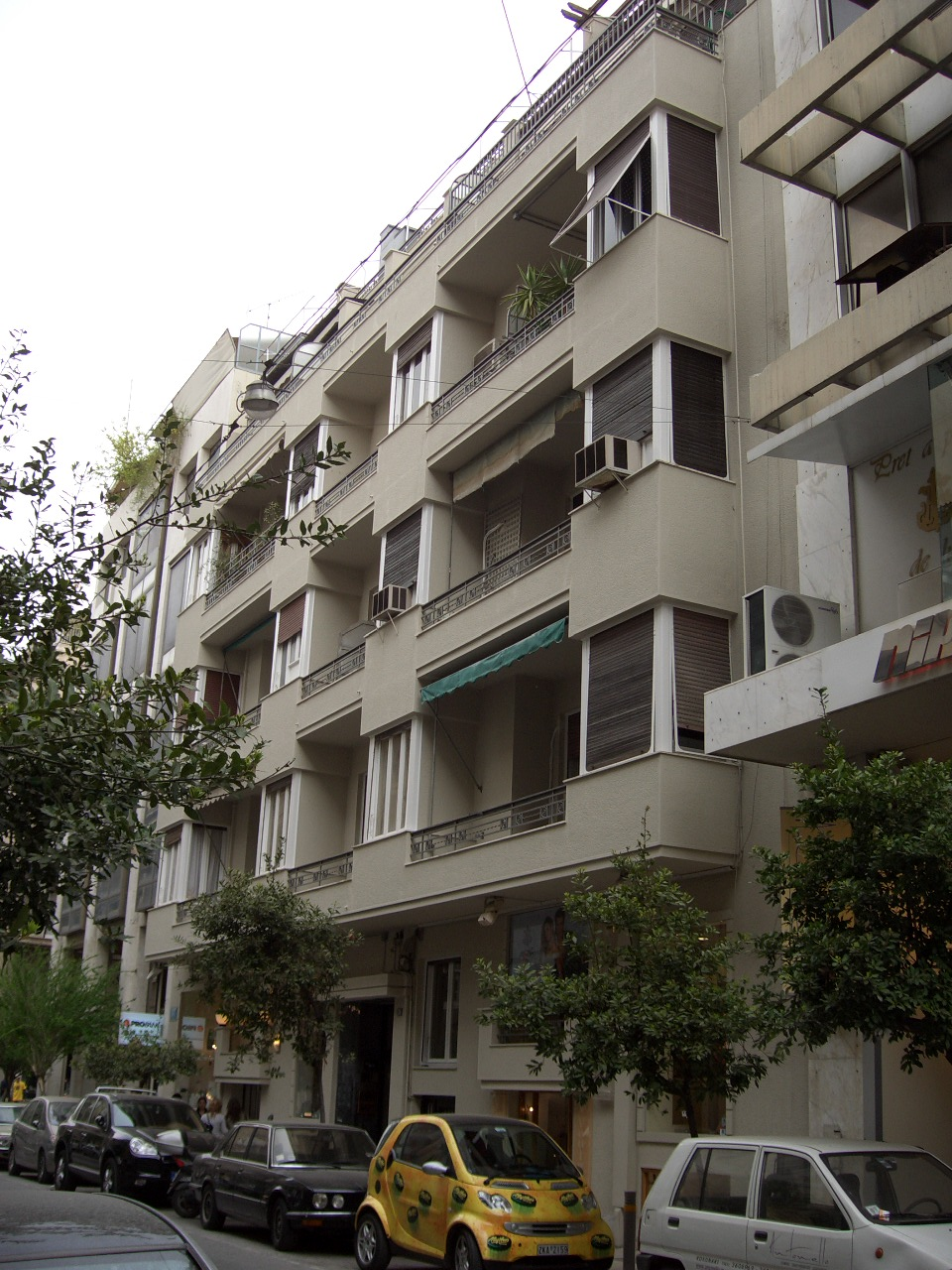
Funktionalistische Apartmenthäuser („klassische Moderne“) aus den 1920er und 1930er Jahren prägen den Stadtteil

Kolonaki galt früher als Botschaftsviertel Athens. An der Leoforos Vasilissis Sofias, der das Viertel nach Süden begrenzt, befinden sich neben dem Außenministerium in klassizistischen Prachtbauten die ägyptische, die französische und die italienische Botschaft, nicht weit davon die britische und die amerikanische, sowie nur 50 m entfernt in einer Seitenstraße, Loukianou, auch die deutsche Botschaft. Auch das Benaki-Museum in einem klassizistischen Herrenhaus und das Museum für kykladische Kunst (Goulandris-Museum) befinden sich hier, etliche weitere Museen wie das Byzantinische Museum, das Kriegsmuseum und das Trachtenmuseum in der Odos Dimokritou.
In den 1920er und 1930er Jahren entstanden in Kolonaki zahlreiche moderne Apartmenthäuser, die den Funktionalismus in Athen einführten. Mit hohen Decken, großen Balkonen, Aufzug, Concierge-Loge etc. waren sie weitaus komfortabler und luxuriöser als die späteren Apartmenthäuser in anderen Stadtteilen.
Kolonaki galt einst als Wohnviertel von Literaten, Künstlern und Studenten. Nachdem es zunehmend in Mode gekommen war, ist es heute das teuerste Wohnviertel im Zentrum Athens; es konkurriert mit den außerhalb gelegenen eleganten Vororten Kifissia im Norden und Glyfada im Süden Attikas. Zahlreiche Prominente haben eine Wohnung im Viertel. Durch zahlreiche Bars, Ouzerien und Tavernen mit Sitzplätzen im Freien herrscht abends eine lebhafte Atmosphäre.